# Pivovar Tachov
Pivovar Tachov (též Panský pivovar Tachov či Knížecí pivovar Tachov) byl postaven na náměstí ve městě Tachov.

## Historie
Pivovar byl založen v 1. polovině 16. století. Největší rozmach zažil okolo roku 1752, kdy výstav činil 3063 hl. Jako pivovar přestal sloužit v polovině 19. století.
Po druhé světové válce zde měla pobočku obuvnická firma Kozak z Klatov. Roku 1959 postihl pivovar požár a v roce 1961 byly budovy bývalého pivovaru zbourány. Dnes se zde nachází obchodní dům postavený ve stylu socialistického realismu.

## Zajímavosti
V letech 1792-1797 zde působil zakladatel moderního pivovarnictví František Ondřej Poupě.